# Sint-Walburgakerk (Luik)

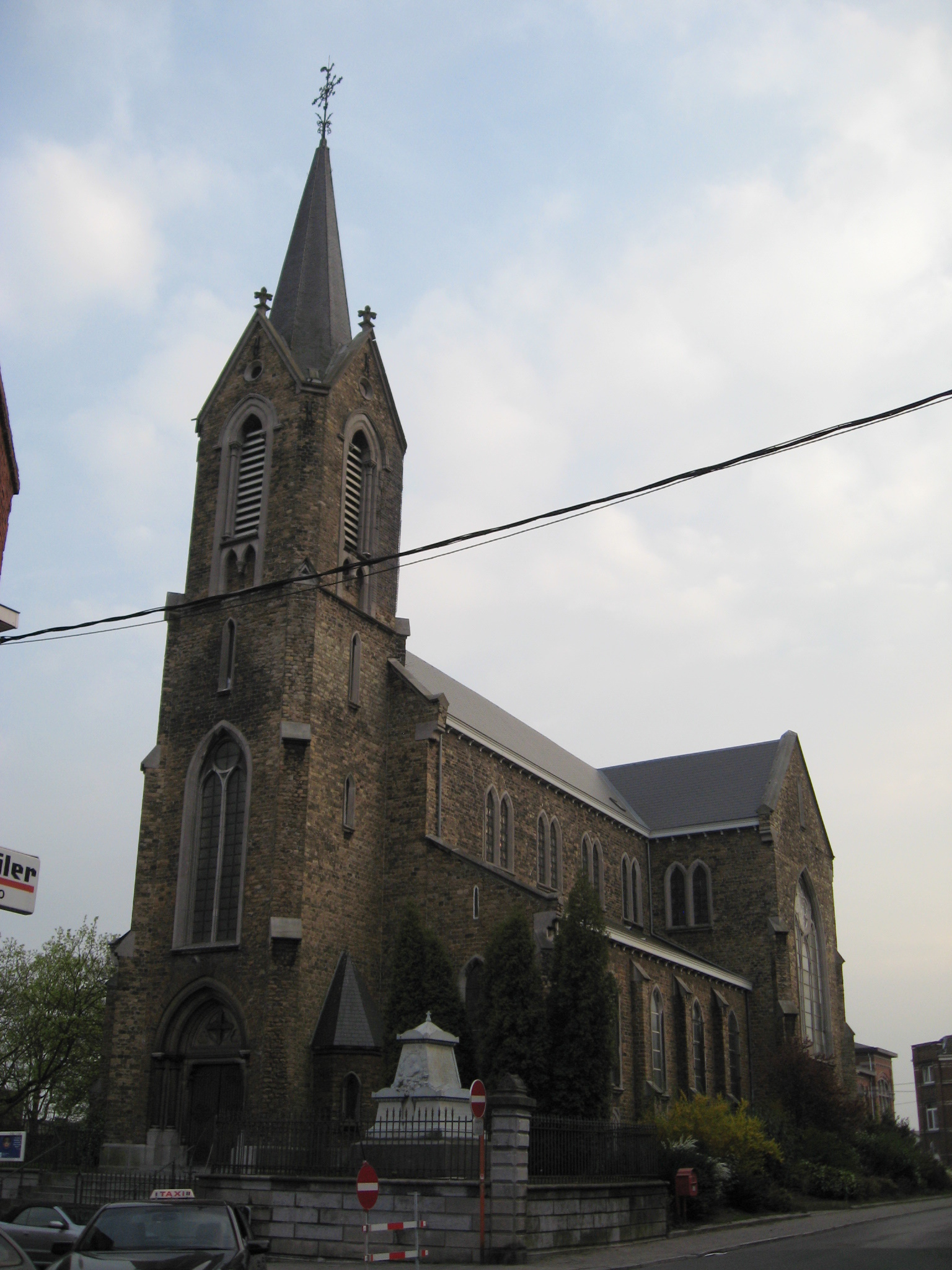
Sint-Walburgakerk

De Sint-Walburgakerk (Frans: Église Sainte-Walburge) is de parochiekerk van de wijk Sainte-Walburge in de Belgische stad Luik. De kerk is gelegen aan de Rue Sainte-Walburge 168.

## Geschiedenis
Op deze plaats zou reeds in de 13e eeuw een kapel hebben gestaan. In een schrijven van bisschop Adolf van der Mark wordt deze voor het eerst schriftelijk vermeld in 1338.
In de 14e eeuw zou er een leprozerie geweest zijn, die later weer verdween. De bevolking begon toe te nemen en vestigde zich langs de hoofdweg naar Tongeren. Zo ontstond een voorstad van Luik, buiten de omwalling gelegen. De bevolking was voor zijn religieuze plichten aangewezen op de Sint-Servaaskerk te Luik. In de 16e eeuw gaf Ferdinand van Beieren toestemming om een eigen parochie te stichten.
De kapel werd gesloopt en een kerk werd gebouwd op de plaats van de voormalige leprozerie. Deze kerk werd in 1614 ingewijd. In 1879 werd ze vervangen door het huidige, neogotische, bouwwerk.
Het betreft een kruisbasiliek met voorgebouwde toren, voorzien van vier topgevels en een achtkante spits. Het doopvont werd in 1986 geklasseerd als monument.